# 海賊停止令
海賊停止令（かいぞくていしれい、かいぞくちょうじれい）は、天正16年（1588年）に豊臣秀吉が出した海賊衆（水軍）に対する3ヶ条の定で、それぞれに海賊行為をしない旨の連判の誓紙を出させ、海民の武装解除を目的とした政策。
令の名称は通称であり、海賊禁止令（かいぞくきんしれい）、海賊取締令（かいぞくとりしまりれい）、海賊鎮圧令（かいぞくちんあつれい）など幾つかの呼び方がある。

## 概要

### 当時の海賊
日本史（特に南北朝時代以降）における海賊は、沿海における豪族という面を持っていた。大名が領地を持つように海上に縄張り（海上権、海上支配権）を持ち、さらに相互の連合組織を持つなど、一定規模の組織で活動していた。そのため国人衆や一向衆（一向宗ではない）がそう呼ばれるように、単なる海賊と分けて「海賊衆」と呼ばれる。一般的な意味での海賊のように、沿岸地や商船を襲うこともあったが、大名や商家の依頼を受けて船舶の警護（警固）を行うことも主要な活動の1つであった。特に室町幕府は勘合貿易に際して、彼らを承認する代わりに警固の役を課した。そのため海賊衆は「警固衆」とも呼ばれた。関連して、彼らが護衛名目で取る金銭を「警固料」、警固の依頼や料金徴収するために揚陸港などに設置した施設を「警固関」と言う。
室町時代後期に幕府の権威が衰えて権力が分散すると、各地の海賊衆も政治的な自立を行い、その地位を確立する。ある大名に服するのではなく、あくまで対等な関係、もしくは傭兵として振る舞い、大名などとは独立した組織として活動した。そのため、時勢に応じて臨機応変に支持大名を変えるということもよくあった。それを可能にした1つの要因として、貨幣経済・物流の発展などによって警固料収入が増加したことが挙げられる。
戦国時代後期になると有力大名が海賊衆を臣下に納め水軍とすることも多くなり、石山合戦での織田方と毛利方水軍の大阪湾上の海戦（第二次木津川口の戦い）を最後に海賊衆の自立的な地位は失われていく。そして、豊臣秀吉による天下統一直前の天正16年（1588年）に海賊停止令が出される。

### 海賊停止令
豊臣秀吉は、天正16年（1588年）に刀狩令とほぼ同時に海賊停止令を全国に発布する。
これは海賊衆に対して、
1. 豊臣政権体制の大名となる
2. 特定の大名の家臣団となる
3. 武装放棄し、百姓となる

のいずれかを迫るものだった。
また、同時にそれまで海賊衆に与えられていた警固料を徴収する権利も禁止したことで、海賊衆というそれまでの特別な地位の存在その物を否定した。この命令によって日本史における海賊衆は姿を消すことになる。

## 法令の目的
第一には、その条文が示すように、同年に出された刀狩令と同等の兵農分離策だったと考えられる。海賊の中には漁民を兼ねている者たちもおり、また、一揆に加担する場合もあった。
第二には、海上輸送に関してであり、豊臣政権は、海商を政権下に組み込むことによって海外貿易や海上物流の支配を狙っていた。特に、朝鮮出兵を控えた時期であり、軍事的側面からの海上輸送力確保の意味もあった。海外貿易についても中国の明朝との勘合貿易の復活に向けての地ならしの時期でもあった。